# Мері Мораа
Мері Мораа (англ. Mary Moraa; нар. 15 червня 2000) — кенійська легкоатлетка, яка спеціалізується у бігу на короткі та середні дистанції.

## Спортивні досягнення
Бронзова олімпійська призерка з бігу на 800 метрів (2024). Учасниця олімпійських змагань з бігу на 800 метрів (2021), у яких зупинилась на півфінальній стадії.
Чемпіонка світу (2023) та бронзова призерка чемпіонату світу (2022) з бігу на 800 метрів. Фіналістка (6-е місце) змагань з бігу на 400 метрів на чемпіонаті світу (2019).
Чемпіонка Діамантової ліги з бігу на 800 метрів (2022).
Чемпіонка Ігор Співдружності у бігу на 800 метрів (2022).
Чемпіонка Африканських ігор з бігу на 400 метрів (2024). Бронзова призерка Африканських ігор зі змішаного естафетного бігу 4×400 метрів (2024).
Срібна призерка чемпіонату світу серед юнаків з бігу на 400 метрів (2017).
Володарка вищого світового досягнення з бігу на 600 метрів — 1.21,63 (2024).

## Кар'єра
| Рік               | Змагання                      | Місце проведення   | Місце             | Дисципліна                    | Результат         | Примітки          |
| Представник Кенія | Представник Кенія             | Представник Кенія  | Представник Кенія | Представник Кенія             | Представник Кенія | Представник Кенія |
| ----------------- | ----------------------------- | ------------------ | ----------------- | ----------------------------- | ----------------- | ----------------- |
| 2017              | Чемпіонат світу серед юнаків  | Найробі, Кенія     | 6 м.1з.           | біг на 200 метрів             | 25.48             |                   |
| 2017              | Чемпіонат світу серед юнаків  | Найробі, Кенія     | 2                 | біг на 400 метрів             | 53.31             |                   |
| 2017              | Чемпіонат світу серед юнаків  | Найробі, Кенія     | 4                 | естафета 4×400 метрів         | 3:24.92           |                   |
| 2018              | Чемпіонат світу серед юніорів | Тампере, Фінляндія | 5                 | біг на 400 метрів             | 52.94             |                   |
| 2019              | Африканські ігри              | Рабат, Марокко     | 4                 | біг на 400 метрів             | 51.97             |                   |
| 2019              | Чемпіонат світу               | Доха, Катар        | 6                 | біг на 400 метрів             | 44.94             |                   |
| 2019              | Чемпіонат світу               | Доха, Катар        | 11 (з.)           | змішана естафета 4×400 метрів | 3:17.09           |                   |
| 2021              | Олімпійські ігри              | Токіо, Японія      | 15 (кв.)          | біг на 800 метрів             | 2.00.47           |                   |
| 2022              | Чемпіонат світу               | Юджин, США         | 3                 | біг на 800 метрів             | 1:56.71           | PB                |